# Robert Lafrenière
Pour les articles homonymes, voir Robert Baron Lafrenière et Lafrenière.
Robert Lafrenière est un fonctionnaire québécois. D'abord agent à la Sûreté du Québec, il gravit les échelons de l'organisation, occupant notamment les postes de directeur de la protection du territoire (1997-2000), de directeur de la protection des personnalités (2000-2001) et de directeur des services d'enquêtes criminelles (2001-2003). De 2007 à 2011, il agit en tant que sous-ministre en titre au ministère de la Sécurité publique.
En 2011, il est nommé commissaire de l'Unité permanente anticorruption par le gouvernement Jean Charest. Il est renouvelé pour un mandat de 5 ans en 2016 par le gouvernement Philippe Couillard.
Le 1er octobre 2018 Robert Lafrenière démissionne de son poste de commissaire de l'UPAC.